# Terza Divisione 1928-1929
La Terza Divisione 1928-1929 fu l'insieme dei tornei regionali di quell'edizione del campionato italiano di calcio, l’unico in capo ai Direttori Regionali. Le finali per la promozione in Seconda Divisione erano invece gestite dal Direttorio Divisioni Inferiori Nord, per le sole squadre del Centro-Nord. Il suo fine era quello di permettere a tutte quante le società affiliate alla FIGC e non ammesse a partecipare alle divisioni superiori, di poter competere per la promozione in Seconda Divisione 1929-1930.
In ciascuna regione potevano essere presenti uno o più gironi a seconda della numerosità delle squadre iscritte, in Abruzzo e in Sicilia addirittura fu deciso di non sostenere un campionato, poiché delle poche squadre affiliate la maggior parte risultavano già iscritte a divisioni superiori.
L'instabilità delle società, che facilmente si scioglievano o per scelte economiche rinunciavano a sostenere un intero campionato, dette luogo a numerose rinunce e ritiri già durante la stagione e alla fine di questo ad una revisione delle promozioni. Numerose squadre furono inoltre elevate d'ufficio dal presidente federale Leandro Arpinati, sulla base di considerazioni economiche e geografiche.

## Campionati
- Terza Divisione Piemonte 1928-1929
- Terza Divisione Liguria 1928-1929
- Terza Divisione Lombardia 1928-1929
- Terza Divisione Venezia Tridentina 1928-1929
- Terza Divisione Veneto 1928-1929
- Terza Divisione Venezia Giulia 1928-1929
- Terza Divisione Emilia 1928-1929
- Terza Divisione Toscana 1928-1929

Questi campionati erano tutti coordinati nel sistema del Direttorio Divisioni Inferiori Nord. Al Sud vi erano invece una serie di campionati indipendenti fra loro.
- Terza Divisione Abruzzi 1928-1929
- Terza Divisione Calabria 1928-1929
- Terza Divisione Campania 1928-1929
- Terza Divisione Lazio 1928-1929
- Terza Divisione Marche 1928-1929
- Terza Divisione Puglia 1928-1929
- Terza Divisione Sardegna 1928-1929
- Terza Divisione Sicilia 1928-1929
- Terza Divisione Umbria 1928-1929

## Veneto
- Direttorio Regionale Veneto, Venezia

### Girone A

#### Squadre partecipanti
| Squadra                       | Città                      |
| ----------------------------- | -------------------------- |
| A.C. Arzignano                | Arzignano (VI)             |
| U.S. Audace                   | Verona-San Michele Extra   |
| G.S. Lanificio Rossi Montorio | Montorio Veronese          |
| Dop. Lonigo                   | Lonigo (VI)                |
| U.S. Montebello Vicentino     | Montebello Vicentino (VI)  |
| A.S. Sambonifacese            | San Bonifacio (VR)         |
| A.S. San Giovanni Lupatoto    | San Giovanni Lupatoto (VR) |

#### Classifica finale
|  | Pos. | Squadra                  | Pt | G  | V  | N | P  | GF | GS | DR  |
|  | ---- | ------------------------ | -- | -- | -- | - | -- | -- | -- | --- |
|  | 1.   | Audace SME               | 21 | 12 | 10 | 1 | 1  | 31 | 9  | +22 |
|  | 2.   | Arzignano                | 16 | 12 | 7  | 2 | 3  | 25 | 17 | +8  |
|  | 3.   | Lanificio Rossi Montorio | 15 | 12 | 6  | 3 | 3  | 32 | 17 | +15 |
|  | 4.   | San Giovanni Lupatoto    | 14 | 12 | 6  | 2 | 4  | 29 | 21 | +8  |
|  | 5.   | Sambonifacese            | 7  | 12 | 3  | 1 | 8  | 19 | 26 | -7  |
|  | 5.   | Montebello               | 7  | 12 | 3  | 1 | 8  | 15 | 28 | -13 |
|  | 7.   | Lonigo                   | 4  | 12 | 2  | 0 | 10 | 9  | 42 | -33 |

Legenda:
      Ammesso alle finali del D.D.I.N.
 Non iscritto la stagione successiva.
Regolamento:
Due punti a vittoria, uno a pareggio, zero a sconfitta.
In caso di pari punti per le squadre fuori dalla zona promozione e retrocessione era in vigore il pari merito.

#### Risultati
| Andata (1ª) | Andata (1ª)    | Prima giornata                                 | Ritorno (8ª) | Ritorno (8ª) |
|             |                |                                                |              |              |
| 4 nov.      | -              | Arzignano-Montebello                           | -            | 6 gen.       |
| 4 nov.      | 2-2            | San Giovanni Lupatoto-Lanificio Rossi Montorio | -            | 6 gen.       |
| 4 nov.      | -              | Sambonifacese-Audace                           | 0-4          | 6 gen.       |
| 4 nov.      | Riposa: Lonigo |                                                |              | 6 gen.       |

| Andata (2ª) | Andata (2ª)       | Seconda giornata                | Ritorno (9ª) | Ritorno (9ª) |
|             |                   |                                 |              |              |
| 11 nov.     | 0-2               | Montebello-Sambonifacese        | -            | 13 gen.      |
| 11 nov.     | -                 | Lonigo-San Giovanni Lupatoto    | -            | 13 gen.      |
| 11 nov.     | 0-0               | Audace-Lanificio Rossi Montorio | 3-1          | 13 gen.      |
| 11 nov.     | Riposa: Arzignano |                                 |              | 13 gen.      |

| Andata (3ª) | Andata (3ª)           | Terza giornata                   | Ritorno (10ª) | Ritorno (10ª) |
|             |                       |                                  |               |               |
| 18 nov.     | -                     | Arzignano-Audace                 | -             | 20 gen.       |
| 18 nov.     | 2-1                   | Lanificio Rossi Montorio-Lonigo  | -             | 20 gen.       |
| 18 nov.     | -                     | San Giovanni Lupatoto-Montebello | -             | 20 gen.       |
| 18 nov.     | Riposa: Sambonifacese |                                  |               | 20 gen.       |

| Andata (4ª) | Andata (4ª)             | Quarta giornata              | Ritorno (11ª) | Ritorno (11ª) |
|             |                         |                              |               |               |
| 25 nov.     | 1-3                     | Sambonifacese-Arzignano      | -             | 3 feb.        |
| 25 nov.     | 1-2                     | Lonigo-Montebello            | -             | 3 feb.        |
| 25 nov.     | -                       | Audace-San Giovanni Lupatoto | -             | 3 feb.        |
| 25 nov.     | Riposa: Lanificio Rossi |                              |               | 3 feb.        |

| Andata (5ª) | Andata (5ª)             | Quinta giornata           | Ritorno (12ª) | Ritorno (12ª) |
|             |                         |                           |               |               |
| 9 dic.      | -                       | Montebello-Audace         | -             | 10 feb.       |
| 9 dic.      | 2-1                     | Lanificio Rossi-Arzignano | -             | 10 feb.       |
| 9 dic.      | -                       | Sambonifacese-Lonigo      | -             | 10 feb.       |
| 9 dic.      | Riposa: San Giovanni L. |                           |               | 10 feb.       |

| Andata (6ª) | Andata (6ª)        | Sesta giornata                  | Ritorno (13ª) | Ritorno (13ª) |
|             |                    |                                 |               |               |
| 16 dic.     | -                  | Arzignano-San Giovanni Lupatoto | -             | 17 mar.       |
| 16 dic.     | 3-2                | Lanificio Rossi-Sambonifacese   | 2-2           | 17 mar.       |
| 16 dic.     | 4-0                | Audace-Lonigo                   | -             | 17 mar.       |
| 16 dic.     | Riposa: Montebello |                                 |               | 17 mar.       |

| \| Andata (7ª) \| Andata (7ª) \| Settima giornata \| Ritorno (14ª) \| Ritorno (14ª) \| \| \| \| \| \| \| \| 23 dic. \| 1-5 \| Lonigo-Arzignano \| - \| 7 apr. \| \| 23 dic. \| - \| Montebello-Lanificio Rossi \| - \| 7 apr. \| \| 23 dic. \| - \| San Giovanni Lupatoto-Sambonifacese \| - \| 7 apr. \| \| 23 dic. \| Riposa: Audace \| \| \| 7 apr. \| |                |                                     |               |               |
| Andata (7ª) | Andata (7ª)    | Settima giornata                    | Ritorno (14ª) | Ritorno (14ª) |
| |                |                                     |               |               |
| 23 dic. | 1-5            | Lonigo-Arzignano                    | -             | 7 apr.        |
| 23 dic. | -              | Montebello-Lanificio Rossi          | -             | 7 apr.        |
| 23 dic. | -              | San Giovanni Lupatoto-Sambonifacese | -             | 7 apr.        |
| 23 dic. | Riposa: Audace |                                     |               | 7 apr.        |

### Girone B

#### Squadre partecipanti
| Squadra                    | Città           |
| -------------------------- | --------------- |
| U.S. Cittadellese          | Cittadella (PD) |
| Dop. Ferroviario           | Venezia         |
| A.C. "Gianvittore Mezzomo" | Feltre (BL)     |
| U.S. Lido                  | Venezia         |
| U.S. Miranese              | Mirano (VE)     |
| G.S. Muranese              | Venezia-Murano  |
| S.C. Oderzo                | Oderzo (TV)     |

#### Classifica finale
|  | Pos. | Squadra                  | Pt | G  | V | N | P | GF | GS | DR  |
|  | ---- | ------------------------ | -- | -- | - | - | - | -- | -- | --- |
|  | 1.   | Gianv. Mezzomo           | 18 | 12 | 8 | 2 | 2 | 25 | 4  | +21 |
|  | 2.   | Miranese                 | 14 | 12 | 6 | 2 | 4 | 21 | 16 | +5  |
|  | 3.   | Oderzo                   | 13 | 12 | 5 | 3 | 4 | 26 | 23 | +3  |
|  | 4.   | Dop. Ferroviario Venezia | 12 | 12 | 2 | 4 | 4 | 18 | 16 | +2  |
|  | 5.   | Lido                     | 9  | 12 | 3 | 3 | 6 | 12 | 20 | -8  |
|  | 5.   | Muranese                 | 9  | 12 | 4 | 1 | 7 | 19 | 27 | -8  |
|  | 7.   | Cittadellese             | 5  | 12 | 4 | 1 | 7 | 14 | 29 | -15 |

Legenda:
      Ammesso alle finali del D.D.I.N.
 Non iscritto la stagione successiva.
Regolamento:
Due punti a vittoria, uno a pareggio, zero a sconfitta.
In caso di pari punti per le squadre fuori dalla zona promozione e retrocessione era in vigore il pari merito.

#### Risultati
| Andata (1ª) | Andata (1ª)         | Prima giornata    | Ritorno (8ª) | Ritorno (8ª) |
|             |                     |                   |              |              |
| 4 nov.      | 2-1                 | Cittadellese-Lido | 1-3          | 6 gen.       |
| 4 nov.      | 0-0                 | Mezzomo-Oderzo    | -            | 6 gen.       |
| 4 nov.      | 3-0                 | Miranese-Muranese | 3-3          | 6 gen.       |
| 4 nov.      | Riposa: Ferroviario |                   |              | 6 gen.       |

| Andata (2ª) | Andata (2ª)      | Seconda giornata      | Ritorno (9ª) | Ritorno (9ª) |
|             |                  |                       |              |              |
| 11 nov.     | 2-0              | Lido-Oderzo           | 1-1          | 13 gen.      |
| 11 nov.     | 1-0              | Ferroviario-Mezzomo   | 1-2          | 13 gen.      |
| 11 nov.     | -                | Miranese-Cittadellese | -            | 13 gen.      |
| 11 nov.     | Riposa: Muranese |                       |              | 13 gen.      |

| Andata (3ª) | Andata (3ª)      | Terza giornata      | Ritorno (10ª) | Ritorno (10ª) |
|             |                  |                     |               |               |
| 18 nov.     | 3-1              | Ferroviario-Lido    | 2-2           | 20 gen.       |
| 18 nov.     | 0-3              | Muranese-Mezzomo    | -             | 20 gen.       |
| 18 nov.     | 6-0              | Oderzo-Cittadellese | -             | 20 gen.       |
| 18 nov.     | Riposa: Miranese |                     |               | 20 gen.       |

| Andata (4ª) | Andata (4ª)  | Quarta giornata       | Ritorno (11ª) | Ritorno (11ª) |
|             |              |                       |               |               |
| 25 nov.     | 0-1          | Mezzomo-Miranese      | 3-0           | 20 mar.       |
| 25 nov.     | 2-1          | Oderzo-Ferroviario    | 2-2           | 20 mar.       |
| 25 nov.     | -            | Cittadellese-Muranese | -             | 3 feb.        |
| 25 nov.     | Riposa: Lido |                       |               | 3 feb.        |

| Andata (5ª) | Andata (5ª)          | Quinta giornata      | Ritorno (12ª) | Ritorno (12ª) |
|             |                      |                      |               |               |
| 9 dic.      | 0-0                  | Lido-Mezzomo         | 0-4           | 10 feb.       |
| 9 dic.      | 4-6                  | Muranese-Oderzo      | 3-5           | 10 feb.       |
| 9 dic.      | 2-1                  | Miranese-Ferroviario | -             | 10 feb.       |
| 9 dic.      | Riposa: Cittadellese |                      |               | 10 feb.       |

| Andata (6ª) | Andata (6ª) | Sesta giornata       | Ritorno (13ª) | Ritorno (13ª) |
|             |             |                      |               |               |
| 16 dic.     | 5-0         | Mezzomo-Cittadellese | -             | 17 mar.       |
| 16 dic.     | 3-0         | Miranese-Lido        | 1-2           | 17 mar.       |
| 30 dic.     | 2-0         | Ferroviario-Muranese | 1-0           | 17 mar.       |
|             |             | Riposa: Oderzo       |               | 17 mar.       |

| \| Andata (7ª) \| Andata (7ª) \| Settima giornata \| Ritorno (14ª) \| Ritorno (14ª) \| \| \| \| \| \| \| \| 23 dic. \| 2-2 \| Cittadellese-Ferroviario \| - \| 7 apr. \| \| 23 dic. \| 1-0 \| Muranese-Lido \| 2-0 \| 7 apr. \| \| 23 dic. \| 1-2 \| Oderzo-Miranese \| 0-3 \| 7 apr. \| \| 23 dic. \| Riposa: Mezzomo \| \| \| 7 apr. \| |                 |                          |               |               |
| Andata (7ª) | Andata (7ª)     | Settima giornata         | Ritorno (14ª) | Ritorno (14ª) |
| |                 |                          |               |               |
| 23 dic. | 2-2             | Cittadellese-Ferroviario | -             | 7 apr.        |
| 23 dic. | 1-0             | Muranese-Lido            | 2-0           | 7 apr.        |
| 23 dic. | 1-2             | Oderzo-Miranese          | 0-3           | 7 apr.        |
| 23 dic. | Riposa: Mezzomo |                          |               | 7 apr.        |

### Girone C

#### Squadre partecipanti
| Squadra              | Città           |
| -------------------- | --------------- |
| Pol. Fascio Adria    | Adria (RO)      |
| U.S.F. Clodia        | Chioggia (VE)   |
| U.S. Estense         | Este (PD)       |
| Pol. Monselicense    | Monselice (PD)  |
| A.C. Dop. Montagnana | Montagnana (PD) |
| Petrarca F.C.        | Padova          |

#### Classifica finale
|  | Pos. | Squadra           | Pt | G  | V | N | P | GF | GS | DR  |
|  | ---- | ----------------- | -- | -- | - | - | - | -- | -- | --- |
|  | 1.   | Adria             | 15 | 10 | 7 | 1 | 2 | 26 | 11 | +15 |
|  | 2.   | Montagnana        | 13 | 10 | 5 | 3 | 2 | 19 | 15 | +4  |
|  | 3.   | Petrarca          | 12 | 10 | 6 | 0 | 4 | 29 | 20 | +9  |
|  | 4.   | Estense           | 10 | 10 | 4 | 2 | 4 | 22 | 26 | -4  |
|  | 5.   | Clodia            | 6  | 10 | 2 | 2 | 6 | 14 | 19 | -5  |
|  | 6.   | Monselicense (-2) | 2  | 10 | 0 | 4 | 6 | 6  | 25 | -19 |

Legenda:
      Ammesso alle finali del D.D.I.N.
 Non iscritto la stagione successiva.
Regolamento:
Due punti a vittoria, uno a pareggio, zero a sconfitta.
In caso di pari punti per le squadre fuori dalla zona promozione e retrocessione era in vigore il pari merito.

#### Risultati
| Andata (1ª) | Andata (1ª) | Prima giornata          | Ritorno (6ª) | Ritorno (6ª) |
|             |             |                         |              |              |
| 2 dic.      | 3-1         | Clodia-Petrarca         | 2-3          | 6 gen.       |
| 4 nov.      | -           | Estense-Adria           | -            | 6 gen.       |
| 4 nov.      | 2-2         | Monselicense-Montagnana | -            | 6 gen.       |

| Andata (2ª) | Andata (2ª) | Seconda giornata     | Ritorno (7ª) | Ritorno (7ª) |
|             |             |                      |              |              |
| 16 dic.     | 1-3         | Clodia-Montagnana    | -            | 13 gen.      |
| 11 nov.     | -           | Estense-Monselicense | -            | 13 gen.      |
| 11 nov.     | 3-1         | Petrarca-Adria       | 2-3          | 13 gen.      |

| Andata (3ª) | Andata (3ª) | Terza giornata      | Ritorno (8ª) | Ritorno (8ª) |
|             |             |                     |              |              |
| 18 nov.     | -           | Clodia-Estense      | -            | 20 gen.      |
| 18 nov.     | -           | Monselicense-Adria  | 0-2          | 10 mar.      |
| 18 nov.     | 1-0         | Petrarca-Montagnana | -            | 20 gen.      |

| Andata (4ª) | Andata (4ª) | Quarta giornata     | Ritorno (9ª) | Ritorno (9ª) |
|             |             |                     |              |              |
| 25 nov.     | -           | Monselicense-Clodia | -            | 3 feb.       |
| 25 nov.     | -           | Montagnana-Adria    | 0-5          | 3 feb.       |
| 25 nov.     | -           | Estense-Petrarca    | 3-2          | 10 mar.      |

| \| Andata (5ª) \| Andata (5ª) \| Quinta giornata \| Ritorno (10ª) \| Ritorno (10ª) \| \| \| \| \| \| \| \| 9 dic. \| 2-0 \| Adria-Clodia \| - \| 10 feb. \| \| 9 dic. \| 1-0 \| Montagnana-Estense \| - \| 10 feb. \| \| 9 dic. \| 8-0 \| Petrarca-Monselicense \| - \| 10 feb. \| |             |                       |               |               |
| Andata (5ª) | Andata (5ª) | Quinta giornata       | Ritorno (10ª) | Ritorno (10ª) |
| |             |                       |               |               |
| 9 dic. | 2-0         | Adria-Clodia          | -             | 10 feb.       |
| 9 dic. | 1-0         | Montagnana-Estense    | -             | 10 feb.       |
| 9 dic. | 8-0         | Petrarca-Monselicense | -             | 10 feb.       |

### Girone D

#### Squadre partecipanti
| Squadra             | Città               |
| ------------------- | ------------------- |
| G.S.F. Badiese      | Badia Polesine (RO) |
| G.S.F. Bovolone     | Bovolone (VR)       |
| G.S.F. Cerea        | Cerea (VR)          |
| G.S.F. Nogarese     | Nogara (VR)         |
| U.S. Scaligera      | Verona              |
| A.C. Valerio Valery | Legnago (VR)        |
| G.S.F. Zevio        | Zevio (VR)          |

#### Classifica finale
|  | Pos. | Squadra        | Pt | G  | V  | N | P | GF | GS | DR  |
|  | ---- | -------------- | -- | -- | -- | - | - | -- | -- | --- |
|  | 1.   | Badiese        | 22 | 12 | 11 | 0 | 1 | 29 | 13 | +16 |
|  | 2.   | Valerio Valery | 18 | 12 | 8  | 2 | 2 | 34 | 15 | +19 |
|  | 3.   | Bovolone       | 13 | 12 | 6  | 2 | 4 | 22 | 16 | +6  |
|  | 4.   | Scaligera      | 8  | 12 | 3  | 2 | 7 | 21 | 22 | -1  |
|  | 4.   | Cerea          | 8  | 12 | 3  | 2 | 7 | 22 | 32 | -10 |
|  | 6.   | Zevio          | 7  | 12 | 3  | 1 | 8 | 19 | 32 | -13 |
|  | 6.   | Nogarese       | 7  | 12 | 2  | 3 | 7 | 6  | 23 | -17 |

Legenda:
      Ammesso alle finali del D.D.I.N.
 Non iscritto la stagione successiva.
Regolamento:
Due punti a vittoria, uno a pareggio, zero a sconfitta.
In caso di pari punti per le squadre fuori dalla zona promozione e retrocessione era in vigore il pari merito.

#### Risultati
| Andata (1ª) | Andata (1ª)   | Prima giornata     | Ritorno (8ª) | Ritorno (8ª) |
|             |               |                    |              |              |
| 4 nov.      | 2-0           | Badiese-Valery     | 3-5          | 6 gen.       |
| 4 nov.      | -             | Nogarese-Cerea     | -            | 6 gen.       |
| 4 nov.      | -             | Scaligera-Bovolone | 0-1          | 6 gen.       |
| 4 nov.      | Riposa: Zevio |                    |              | 6 gen.       |

| Andata (2ª) | Andata (2ª)   | Seconda giornata   | Ritorno (9ª) | Ritorno (9ª) |
|             |               |                    |              |              |
| 11 nov.     | -             | Zevio-Badiese      | 0-1          | 13 gen.      |
| 11 nov.     | -             | Nogarese-Scaligera | -            | 13 gen.      |
| 11 nov.     | -             | Bovolone-Valery    | -            | 13 gen.      |
| 11 nov.     | Riposa: Cerea |                    |              | 13 gen.      |

| Andata (3ª) | Andata (3ª)      | Terza giornata   | Ritorno (10ª) | Ritorno (10ª) |
|             |                  |                  |               |               |
| 18 nov.     | -                | Cerea-Badiese    | -             | 20 gen.       |
| 18 nov.     | -                | Bovolone-Zevio   | -             | 20 gen.       |
| 18 nov.     | 1-1              | Valery-Scaligera | -             | 20 gen.       |
| 18 nov.     | Riposa: Nogarese |                  |               | 20 gen.       |

| Andata (4ª) | Andata (4ª)      | Quarta giornata  | Ritorno (11ª) | Ritorno (11ª) |
|             |                  |                  |               |               |
| 25 nov.     | -                | Badiese-Nogarese | -             | 3 feb.        |
| 25 nov.     | -                | Zevio-Valery     | 3-7           | 3 feb.        |
| 25 nov.     | -                | Scaligera-Cerea  | -             | 3 feb.        |
| 25 nov.     | Riposa: Bovolone |                  |               | 3 feb.        |

| Andata (5ª) | Andata (5ª)       | Quinta giornata  | Ritorno (12ª) | Ritorno (12ª) |
|             |                   |                  |               |               |
| 9 dic.      | 1-3               | Bovolone-Badiese | -             | 10 feb.       |
| 9 dic.      | -                 | Cerea-Valery     | 1-4           | 10 feb.       |
| 9 dic.      | -                 | Nogarese-Zevio   | 0-3           | 10 mar.       |
| 9 dic.      | Riposa: Scaligera |                  |               |               |

| Andata (6ª) | Andata (6ª)    | Sesta giornata    | Ritorno (13ª) | Ritorno (13ª) |
|             |                |                   |               |               |
| 16 dic.     | -              | Badiese-Scaligera | -             | 17 mar.       |
| 16 dic.     | -              | Bovolone-Nogarese | -             | 17 mar.       |
| 16 dic.     | -              | Zevio-Cerea       | -             | 17 mar.       |
| 16 dic.     | Riposa: Valery |                   |               | 17 mar.       |

| \| Andata (7ª) \| Andata (7ª) \| Settima giornata \| Ritorno (14ª) \| Ritorno (14ª) \| \| \| \| \| \| \| \| 23 dic. \| - \| Scaligera-Zevio \| - \| 7 apr. \| \| 23 dic. \| - \| Valery-Nogarese \| - \| 7 apr. \| \| 23 dic. \| - \| Cerea-Bovolone \| - \| 7 apr. \| \| 23 dic. \| Riposa: Badiese \| \| \| 7 apr. \| |                 |                  |               |               |
| Andata (7ª) | Andata (7ª)     | Settima giornata | Ritorno (14ª) | Ritorno (14ª) |
| |                 |                  |               |               |
| 23 dic. | -               | Scaligera-Zevio  | -             | 7 apr.        |
| 23 dic. | -               | Valery-Nogarese  | -             | 7 apr.        |
| 23 dic. | -               | Cerea-Bovolone   | -             | 7 apr.        |
| 23 dic. | Riposa: Badiese |                  |               | 7 apr.        |

## Liguria
- Direttorio Regionale Ligure, Genova

### Girone A

#### Squadre partecipanti
| Squadra                         | Città                 |
| ------------------------------- | --------------------- |
| G.S. Acciaierie e Ferriere Novi | Novi Ligure (AL)      |
| U.S. Alba Docilia               | Albissola Marina (SV) |
| U.S. Albenga                    | Albenga (SV)          |
| S.S. Carlo Costamagna           | Mondovì (CN)          |
| U.S. Cristoforo Colombo         | Savona                |
| U.S. Savonese                   | Savona                |
| U.S. Veloce                     | Savona                |

#### Classifica finale
|  | Pos. | Squadra                    | Pt | G  | V | N | P | GF | GS | DR |
|  | ---- | -------------------------- | -- | -- | - | - | - | -- | -- | -- |
|  | 1.   | Acciaierie e Ferriere Novi | 20 | 12 | . | . | . | .. | .. |    |
|  | 2.   | Savonese                   | 15 | 12 | . | . | . | .. | .. |    |
|  | 3.   | Albenga                    | 14 | 12 | . | . | . | .. | .. |    |
|  | 4.   | Cristoforo Colombo         | 12 | 12 | . | . | . | .. | .. |    |
|  | 5.   | Veloce Savona              | 9  | 12 | . | . | . | .. | .. |    |
|  | 6.   | Alba Docilia               | 8  | 12 | . | . | . | .. | .. |    |
|  | 7.   | Carlo Costamagna           | 4  | 12 | . | . | . | .. | .. |    |

Legenda:
      Ammesso al girone finale ligure.
 Non iscritto la stagione successiva.
Regolamento:
Due punti a vittoria, uno a pareggio, zero a sconfitta.
In caso di pari punti per le squadre fuori dalla zona promozione e retrocessione era in vigore il pari merito.

#### Risultati
| Andata (1ª) | Andata (1ª)     | Prima giornata                  | Ritorno (8ª) | Ritorno (8ª) |
|             |                 |                                 |              |              |
| 4 nov.      | 2-1             | Alba Docilia-Cristoforo Colombo | -            |              |
| 4 nov.      | 3-1             | Veloce-Costamagna               | -            |              |
| 4 nov.      | 4-2             | Ferriere Novi-Savonese          | -            |              |
| 4 nov.      | Riposa: Albenga |                                 |              |              |

| Andata (2ª) | Andata (2ª)          | Seconda giornata                 | Ritorno (9ª) | Ritorno (9ª) |
|             |                      |                                  |              |              |
| 11 nov.     | 1-1                  | Savonese-Veloce                  | -            |              |
| 11 nov.     | 0-0                  | Costamagna-Albenga               | -            |              |
| 11 nov.     | 6-0                  | Cristoforo Colombo-Ferriere Novi | -            |              |
| 11 nov.     | Riposa: Alba Docilia |                                  |              |              |

| Andata (3ª) | Andata (3ª)                | Terza giornata          | Ritorno (10ª) | Ritorno (10ª) |
|             |                            |                         |               |               |
| 18 nov.     | 0-0                        | Albenga-Savonese        | -             |               |
| 18 nov.     | 2-3                        | Veloce-Ferriere Novi    | -             |               |
| 18 nov.     | 5-1                        | Alba Docilia-Costamagna | -             |               |
| 18 nov.     | Riposa: Cristoforo Colombo |                         |               |               |

| Andata (4ª) | Andata (4ª)    | Quarta giornata               | Ritorno (11ª) | Ritorno (11ª) |
|             |                |                               |               |               |
| 25 nov.     | 1-0            | Savonese-Alba Docilia         | -             |               |
| 25 nov.     | 5-0            | Ferriere Novi-Albenga         | -             |               |
| 25 nov.     | 0-0            | Cristoforo Colombo-Costamagna | -             |               |
| 25 nov.     | Riposa: Veloce |                               |               |               |

| Andata (5ª) | Andata (5ª)        | Quinta giornata            | Ritorno (12ª) | Ritorno (12ª) |
|             |                    |                            |               |               |
| 2 dic.      | 1-0                | Savonese-Colombo           | -             |               |
| 2 dic.      | 1-3                | Alba Docilia-Ferriere Novi | -             |               |
| 2 dic.      | 0-0                | Albenga-Veloce             | -             |               |
| 2 dic.      | Riposa: Costamagna |                            |               |               |

| Andata (6ª) | Andata (6ª)           | Sesta giornata             | Ritorno (13ª) | Ritorno (13ª) |
|             |                       |                            |               |               |
| 9 dic.      | 0-1                   | Savonese-Costamagna        | -             |               |
| 9 dic.      | 2-1                   | Veloce-Alba Docilia        | -             |               |
| 9 dic.      | 2-1                   | Albenga-Cristoforo Colombo | -             |               |
| 9 dic.      | Riposa: Ferriere Novi |                            |               |               |

| \| Andata (7ª) \| Andata (7ª) \| Settima giornata \| Ritorno (14ª) \| Ritorno (14ª) \| \| \| \| \| \| \| \| 16 dic. \| 0-2 \| Veloce-Cristoforo Colombo \| - \| \| \| 16 dic. \| 4-0 \| Alba Docilia-Albenga \| - \| \| \| 16 dic. \| 1-2 \| Costamagna-Ferriere Novi \| - \| \| \| 16 dic. \| Riposa: Savonese \| \| \| \| |                  |                           |               |               |
| Andata (7ª) | Andata (7ª)      | Settima giornata          | Ritorno (14ª) | Ritorno (14ª) |
| |                  |                           |               |               |
| 16 dic. | 0-2              | Veloce-Cristoforo Colombo | -             |               |
| 16 dic. | 4-0              | Alba Docilia-Albenga      | -             |               |
| 16 dic. | 1-2              | Costamagna-Ferriere Novi  | -             |               |
| 16 dic. | Riposa: Savonese |                           |               |               |

### Girone B

#### Squadre partecipanti
| Squadra                    | Città             |
| -------------------------- | ----------------- |
| Ass. Don Eugenio Fassicomo | Genova            |
| U.S. Juventus Spezzina     | La Spezia         |
| S.S. La Rondine            | Genova            |
| U.S. Nazionale Liguria     | Genova            |
| S.C. Riva                  | Riva Trigoso (GE) |
| U.S. Veloci Embriaci       | Genova            |

#### Classifica finale
|  | Pos. | Squadra               | Pt | G  | V | N | P | GF | GS | DR |
|  | ---- | --------------------- | -- | -- | - | - | - | -- | -- | -- |
|  | 1.   | Don Eugenio Fassicomo | 18 | 10 | . | . | . | .. | .. |    |
|  | 2.   | Juventus Spezzina     | 13 | 10 | . | . | . | .. | .. |    |
|  | 3.   | Riva Trigoso          | 11 | 10 | . | . | . | .. | .. |    |
|  | 4.   | Veloci Embriaci       | 10 | 10 | . | . | . | .. | .. |    |
|  | 5.   | Nazionale Liguria     | 8  | 10 | . | . | . | .. | .. |    |
|  | 6.   | La Rondine            | 0  | 10 | . | . | . | .. | .. |    |

Legenda:
      Ammesso al girone finale ligure.
 Non iscritto la stagione successiva.
Regolamento:
Due punti a vittoria, uno a pareggio, zero a sconfitta.
In caso di pari punti per le squadre fuori dalla zona promozione e retrocessione era in vigore il pari merito.

#### Risultati
| Andata (1ª) | Andata (1ª) | Prima giornata            | Ritorno (6ª) | Ritorno (6ª) |
|             |             |                           |              |              |
| 4 nov.      | 3-2         | Nazionale Liguria-Rondine | -            |              |
| 4 nov.      | 0-0         | Fassicomo-Embriaci        | -            |              |
| 4 nov.      | 2-1         | Juventus-Riva Trigoso     | -            |              |

| Andata (2ª) | Andata (2ª) | Seconda giornata    | Ritorno (7ª) | Ritorno (7ª) |
|             |             |                     |              |              |
| 11 nov.     | 11-6        | Spezzina-La Rondine | -            |              |
| 11 nov.     | -           | -                   | -            |              |
| 11 nov.     | -           | -                   | -            |              |

| Andata (3ª) | Andata (3ª) | Terza giornata                 | Ritorno (8ª) | Ritorno (8ª) |
|             |             |                                |              |              |
| 18 nov.     | 4-2         | Nazionale Liguria-Riva Trigoso | -            |              |
| 18 nov.     | 3-2         | Embriaci-Juventus Spezzina     | -            |              |
| 18 nov.     | 2-0         | Fassicomo-Rondine              | -            |              |

| Andata (4ª) | Andata (4ª) | Quarta giornata                     | Ritorno (9ª) | Ritorno (9ª) |
|             |             |                                     |              |              |
| 25 nov.     | 6-0         | Fassicomo-Riva Trigoso              | -            |              |
| 25 nov.     | 3-2         | Juventus Spezzina-Nazionale Liguria | -            |              |
| 25 nov.     | 5-1         | Veloci Embriaci-Rondine             | -            |              |

| \| Andata (5ª) \| Andata (5ª) \| Quinta giornata \| Ritorno (10ª) \| Ritorno (10ª) \| \| \| \| \| \| \| \| 2 dic. \| 5-1 \| Fassicomo-Juventus Spezzina \| - \| \| \| 2 dic. \| 1-1 \| Nazionale Liguria-Veloci Embriaci \| - \| \| \| 2 dic. \| 2-0 \| [1] Riva Trigoso-Rondine \| - \| \| |             |                                   |               |               |
| Andata (5ª) | Andata (5ª) | Quinta giornata                   | Ritorno (10ª) | Ritorno (10ª) |
| |             |                                   |               |               |
| 2 dic. | 5-1         | Fassicomo-Juventus Spezzina       | -             |               |
| 2 dic. | 1-1         | Nazionale Liguria-Veloci Embriaci | -             |               |
| 2 dic. | 2-0         | Riva Trigoso-Rondine              | -             |               |

### Girone finale
|  | Pos. | Squadra                    | Pt | G | V | N | P | GF | GS | DR |
|  | ---- | -------------------------- | -- | - | - | - | - | -- | -- | -- |
|  | 1.   | Don Eugenio Fassicomo      | 11 | 6 | 5 | 1 | 0 | .. | .. |    |
|  | 2.   | Acciaierie e Ferriere Novi | 8  | 6 | . | . | . | .. | .. |    |
|  | 3.   | Savonese                   | 4  | 6 | . | . | . | .. | .. |    |
|  | 4.   | Juventus Spezzina          | 0  | 6 | 0 | 0 | 6 | .. | .. |    |

Legenda:
      Ammesso alle finali del D.D.I.N.
 Non iscritto la stagione successiva.
Regolamento:
Due punti a vittoria, uno a pareggio, zero a sconfitta.
In caso di pari punti per le squadre fuori dalla zona promozione e retrocessione era in vigore il pari merito.

## Trentino
- Direttorio Regionale Tridentino, Trento

### Girone A

#### Squadre partecipanti
| Squadra                                   | Città                  |
| ----------------------------------------- | ---------------------- |
| G.S. 2° Manipolo 41ª Legione M.V.S.N. Ala | Ala (TN)               |
| S.S. Benacense                            | Riva del Garda (TN)    |
| S.S. Perginese                            | Pergine Valsugana (TN) |
| U.G. Trento (B = squadra riserve)         | Trento                 |

#### Classifica finale
|  | Pos. | Squadra                  | Pt | G | V | N | P | GF | GS | DR |
|  | ---- | ------------------------ | -- | - | - | - | - | -- | -- | -- |
|  | 1.   | Benacense 1905           | 11 | 6 | 5 | 1 | 0 | .  | .  | .  |
|  | 2.   | 41ª Legione M.V.S.N. Ala | 8  | 6 | . | . | . | .  | .  | .  |
|  | 3.   | Perginese                | 4  | 6 | . | . | . | .  | .  | .  |
|  | 4.   | Trento (B)               | 0  | 6 | 0 | 0 | 6 | .  | .  | .  |

Legenda:
      Ammesso alle finali del D.D.I.N.
 Non iscritto la stagione successiva.
Regolamento:
Due punti a vittoria, uno a pareggio, zero a sconfitta.
In caso di pari punti per le squadre fuori dalla zona promozione e retrocessione era in vigore il pari merito.
Note:
A questo campionato era inizialmente iscritto anche l'U.S. Rovereto B squadra riserve.

### Girone B

#### Squadre partecipanti
| Squadra                                | Città           |
| -------------------------------------- | --------------- |
| Dop. A.P.E.N. Bolzano                  | Bolzano         |
| Avanguardia Giovanile Fascista Bolzano | Bolzano         |
| Dop. Soc. Giuoco Calcio                | Bressanone (BZ) |
| S.C. Merano                            | Merano (BZ)     |
| Dop. Montecatini                       | Sinigo (BZ)     |

#### Classifica finale
|  | Pos. | Squadra            | Pt       | G | V | N | P | GF | GS | DR |
|  | ---- | ------------------ | -------- | - | - | - | - | -- | -- | -- |
|  | 1.   | Dop. Montecatini   | 10       | 6 | . | . | . | .  | .  | .  |
|  | 2.   | Merano             | 9        | 6 | . | . | . | .  | .  | .  |
|  | 3.   | Avanguardia        | 4        | 6 | . | . | . | .  | .  | .  |
|  | 4.   | Soc. Giuoco Calcio | 1        | 6 | 0 | 1 | 5 | .  | .  | .  |
|  | --   | A.P.E.N.           | Ritirato |   |   |   |   |    |    |    |

Legenda:
      Promosso in Seconda Divisione 1929-1930.
 Non iscritto la stagione successiva.
Regolamento:
Due punti a vittoria, uno a pareggio, zero a sconfitta.
In caso di pari punti per le squadre fuori dalla zona promozione e retrocessione era in vigore il pari merito.

### Verdetti
- Il campionato trentino di Terza Divisione 1929-1930 non ebbe poi luogo.

## Venezia Giulia
- Direttorio Regionale Giuliano, Trieste

Nota: complice la provvisoria creazione di un settimo girone in Seconda, a vantaggio delle terre redente la Venezia Giulia poteva portare un club direttamente alla promozione senza passare dalle finali DDIN. Complice la generale rinuncia, questa possibilità passerà alla Venezia Tridentina.

### Squadre partecipanti
| Squadra                  | Città                                        |
| ------------------------ | -------------------------------------------- |
| Dop. Cormonese           | Cormons (Provincia del Friuli)               |
| G.S. Cotonificio Brunner | Gorizia-Piedimonte Calvario                  |
| U.S. Ferrea              | Trieste-Servola                              |
| F.C. Pieris              | Pieris (TS)                                  |
| U.S. Pordenonese         | Pordenone (Provincia del Friuli)             |
| S.S. Sangiorgina         | San Giorgio di Nogaro (Provincia del Friuli) |

### Classifica finale
|  | Pos. | Squadra             | Pt       | G | V | N | P | GF | GS | DR |
|  | ---- | ------------------- | -------- | - | - | - | - | -- | -- | -- |
|  | 1.   | Cotonificio Brunner | 14       | 8 | . | . | . | .  | .  | .  |
|  | 2.   | Ferrea              | 11       | 8 | . | . | . | .  | .  | .  |
|  | 3.   | Pordenonese         | 5        | 8 | . | . | . | .  | .  | .  |
|  | 3.   | Cormonese           | 5        | 8 | . | . | . | .  | .  | .  |
|  | 5.   | Pieris              | 1        | 8 | . | . | . | .  | .  | .  |
|  | --   | Sangiorgina         | Ritirata |   |   |   |   |    |    |    |

Legenda:
      Ammesso alle finali del D.D.I.N.
 Non iscritto la stagione successiva.
Regolamento:
Due punti a vittoria, uno a pareggio, zero a sconfitta.
In caso di pari punti per le squadre fuori dalla zona promozione e retrocessione era in vigore il pari merito.

## Emilia
- Direttorio Regionale Emiliano, Bologna

### Girone A

#### Squadre partecipanti
| Squadra           | Città                   |
| ----------------- | ----------------------- |
| Dop. Educhiamo    | Novellara (RE)          |
| Pol. Luzzara      | Luzzara (RE)            |
| Soc. Pro Calcio   | Guastalla (RE)          |
| Dop. Pro Italia   | Correggio (RE)          |
| U.S. Rubierese    | Rubiera (RE)            |
| U.S. Sammartinese | San Martino in Rio (RE) |
| Dop. Suzzara      | Suzzara (MN)            |

#### Classifica finale
|  | Pos. | Squadra      | Pt | G  | V | N | P | GF | GS | DR  |
|  | ---- | ------------ | -- | -- | - | - | - | -- | -- | --- |
|  | 1.   | Pro Italia   | 19 | 12 | 8 | 3 | 1 | 33 | 14 | +19 |
|  | 1.   | Educhiamo    | 19 | 12 | 9 | 1 | 2 | 26 | 19 | +7  |
|  | 3.   | Rubierese    | 11 | 12 | 5 | 1 | 6 | 28 | 26 | +2  |
|  | 4.   | Luzzara      | 10 | 12 | 4 | 2 | 6 | 22 | 25 | -3  |
|  | 4.   | Pro Calcio   | 10 | 12 | 3 | 4 | 5 | 22 | 26 | -4  |
|  | 6.   | Sammartinese | 8  | 12 | 3 | 2 | 7 | 24 | 29 | -5  |
|  | 7.   | Suzzara      | 7  | 12 | 3 | 1 | 8 | 16 | 32 | -16 |

Legenda:
      Ammesso alle finali del D.D.I.N.
Regolamento:
Due punti a vittoria, uno a pareggio, zero a sconfitta.
In caso di pari punti per le squadre fuori dalla zona promozione e retrocessione era in vigore il pari merito.

#### Qualificazione
|            | Risultati |           | Luogo e data |
| ---------- | --------- | --------- | ------------ |
| Pro Italia | 3 - 0     | Educhiamo | ?, ? ? 1929  |
|            |           |           |              |

#### Risultati
| Andata (1ª) | Andata (1ª) | Prima giornata    | Ritorno (8ª) | Ritorno (8ª) |
|             |             |                   |              |              |
| 28 ott.     | 3-1         | Imolese-Vignolese | -            |              |
| 28 ott.     | -           | -                 | -            |              |
| 28 ott.     | -           | -                 | -            |              |
| 28 ott.     | Riposa:     |                   |              |              |

| Andata (2ª) | Andata (2ª) | Seconda giornata | Ritorno (9ª) | Ritorno (9ª) |
|             |             |                  |              |              |
|             | -           | -                | -            |              |
| -           | -           | -                |              |              |
| -           | -           | -                |              |              |
|             | Riposa:     |                  |              |              |

| Andata (3ª) | Andata (3ª) | Terza giornata | Ritorno (10ª) | Ritorno (10ª) |
|             |             |                |               |               |
|             | -           | -              | -             |               |
| -           | -           | -              |               |               |
| -           | -           | -              |               |               |
|             | Riposa:     |                |               |               |

| Andata (4ª) | Andata (4ª) | Quarta giornata | Ritorno (11ª) | Ritorno (11ª) |
|             |             |                 |               |               |
|             | -           | -               | -             |               |
| -           | -           | -               |               |               |
| -           | -           | -               |               |               |
|             | Riposa:     |                 |               |               |

| Andata (5ª) | Andata (5ª) | Quinta giornata | Ritorno (12ª) | Ritorno (12ª) |
|             |             |                 |               |               |
|             | -           | -               | -             |               |
| -           | -           | -               |               |               |
| -           | -           | -               |               |               |
|             | Riposa:     |                 |               |               |

| Andata (6ª) | Andata (6ª) | Sesta giornata | Ritorno (13ª) | Ritorno (13ª) |
|             |             |                |               |               |
|             | -           | -              | -             |               |
| -           | -           | -              |               |               |
| -           | -           | -              |               |               |
|             | Riposa:     |                |               |               |

| \| Andata (7ª) \| Andata (7ª) \| Settima giornata \| Ritorno (14ª) \| Ritorno (14ª) \| \| \| \| \| \| \| \| \| - \| - \| - \| \| \| - \| - \| - \| \| \| \| - \| - \| - \| \| \| \| \| Riposa: \| \| \| \| |             |                  |               |               |
| Andata (7ª) | Andata (7ª) | Settima giornata | Ritorno (14ª) | Ritorno (14ª) |
| |             |                  |               |               |
| | -           | -                | -             |               |
| - | -           | -                |               |               |
| - | -           | -                |               |               |
| | Riposa:     |                  |               |               |

### Girone B

#### Squadre partecipanti
| Squadra                 | Città               |
| ----------------------- | ------------------- |
| Ass. Budriese Ed.Fisica | Budrio (BO)         |
| S.G. Fortitudo          | Bologna             |
| S.S. Giovinezza         | Massa Lombarda (RA) |
| U.S. Imolese            | Imola (BO)          |
| A.C. Spilamberto        | Spilamberto (MO)    |
| U.S. Vergatese          | Vergato (BO)        |
| U.S. Vignolese          | Vignola (MO)        |

#### Classifica finale
|  | Pos. | Squadra     | Pt      | G  | V | N | P | GF | GS | DR |
|  | ---- | ----------- | ------- | -- | - | - | - | -- | -- | -- |
|  | 1.   | Spilamberto | 14      | 10 | . | . | . | .  | .  | .  |
|  | 2.   | Imolese     | 12      | 10 | . | . | . | .  | .  | .  |
|  | 2.   | Budriese    | 12      | 10 | . | . | . | .  | .  | .  |
|  | 4.   | Vergatese   | 8       | 10 | . | . | . | .  | .  | .  |
|  | 5.   | Fortitudo   | 7       | 10 | . | . | . | .  | .  | .  |
|  | 5.   | Giovinezza  | 7       | 10 | . | . | . | .  | .  | .  |
|  | --   | Vignolese   | Esclusa |    |   |   |   |    |    |    |

Legenda:
      Ammesso alle finali del D.D.I.N.
 Non iscritto la stagione successiva.
Regolamento:
Due punti a vittoria, uno a pareggio, zero a sconfitta.
In caso di pari punti per le squadre fuori dalla zona promozione e retrocessione era in vigore il pari merito.

#### Risultati
| Andata (1ª) | Andata (1ª) | Prima giornata | Ritorno (8ª) | Ritorno (8ª) |
|             |             |                |              |              |
| 28 ott.     | -           | -              | -            |              |
| 28 ott.     | -           | -              | -            |              |
| 28 ott.     | -           | -              | -            |              |
| 28 ott.     | Riposa:     |                |              |              |

| Andata (2ª) | Andata (2ª) | Seconda giornata    | Ritorno (9ª) | Ritorno (9ª) |
|             |             |                     |              |              |
|             | 4-2         | Vergatese-Fortitudo | -            |              |
| -           | -           | -                   |              |              |
| -           | -           | -                   |              |              |
|             | Riposa:     |                     |              |              |

| Andata (3ª) | Andata (3ª) | Terza giornata | Ritorno (10ª) | Ritorno (10ª) |
|             |             |                |               |               |
|             | -           | -              | -             |               |
| -           | -           | -              |               |               |
| -           | -           | -              |               |               |
|             | Riposa:     |                |               |               |

| Andata (4ª) | Andata (4ª) | Quarta giornata | Ritorno (11ª) | Ritorno (11ª) |
|             |             |                 |               |               |
|             | -           | -               | -             |               |
| -           | -           | -               |               |               |
| -           | -           | -               |               |               |
|             | Riposa:     |                 |               |               |

| Andata (5ª) | Andata (5ª) | Quinta giornata | Ritorno (12ª) | Ritorno (12ª) |
|             |             |                 |               |               |
|             | -           | -               | -             |               |
| -           | -           | -               |               |               |
| -           | -           | -               |               |               |
|             | Riposa:     |                 |               |               |

| Andata (6ª) | Andata (6ª) | Sesta giornata | Ritorno (13ª) | Ritorno (13ª) |
|             |             |                |               |               |
|             | -           | -              | -             |               |
| -           | -           | -              |               |               |
| -           | -           | -              |               |               |
|             | Riposa:     |                |               |               |

| \| Andata (7ª) \| Andata (7ª) \| Settima giornata \| Ritorno (14ª) \| Ritorno (14ª) \| \| \| \| \| \| \| \| \| - \| - \| - \| \| \| - \| - \| - \| \| \| \| - \| - \| - \| \| \| \| \| Riposa: \| \| \| \| |             |                  |               |               |
| Andata (7ª) | Andata (7ª) | Settima giornata | Ritorno (14ª) | Ritorno (14ª) |
| |             |                  |               |               |
| | -           | -                | -             |               |
| - | -           | -                |               |               |
| - | -           | -                |               |               |
| | Riposa:     |                  |               |               |

### Girone C

#### Squadre partecipanti
| Squadra             | Città                      |
| ------------------- | -------------------------- |
| U.S. Copparese      | Copparo (FE)               |
| U.S.F. Crevalcorese | Crevalcore (BO)            |
| F.S. Littorio       | Mirabello (FE)             |
| S.C. Progresso      | Castel Maggiore (BO)       |
| U.S. Pro Patria     | San Felice sul Panaro (MO) |
| S.C. San Pietro     | San Pietro in Casale (BO)  |
| C.S. Sant'Agostino  | Sant'Agostino (FE)         |

#### Classifica finale
|  | Pos. | Squadra        | Pt | G  | V  | N | P  | GF | GS | DR  |
|  | ---- | -------------- | -- | -- | -- | - | -- | -- | -- | --- |
|  | 1.   | Sant'Agostino  | 21 | 12 | 10 | 1 | 1  | 33 | 9  | +24 |
|  | 2.   | San Pietro     | 15 | 12 | 6  | 3 | 3  | 25 | 14 | +11 |
|  | 3.   | Progresso      | 14 | 12 | 5  | 4 | 3  | 20 | 15 | +5  |
|  | 4.   | Littorio       | 13 | 12 | 6  | 1 | 5  | 20 | 19 | +1  |
|  | 5.   | Crevalcorese   | 11 | 12 | 5  | 1 | 6  | 19 | 21 | -2  |
|  | 6.   | Copparese (-1) | 6  | 12 | 2  | 3 | 7  | 8  | 24 | -16 |
|  | 7.   | Pro Patria     | 3  | 12 | 1  | 1 | 10 | 9  | 32 | -23 |

Legenda:
      Ammesso alle finali del D.D.I.N.
 Non iscritto la stagione successiva.
Regolamento:
Due punti a vittoria, uno a pareggio, zero a sconfitta.
In caso di pari punti per le squadre fuori dalla zona promozione e retrocessione era in vigore il pari merito.
Note:
Copparese ha scontato 1 punto di penalizzazione in classifica per una rinuncia.

#### Risultati
| Andata (1ª) | Andata (1ª) | Prima giornata       | Ritorno (8ª) | Ritorno (8ª) |
|             |             |                      |              |              |
| 28 ott.     | 2-2         | Copparese-San Pietro | -            |              |
| 28 ott.     | -           | -                    | -            |              |
| 28 ott.     | -           | -                    | -            |              |
| 28 ott.     | Riposa:     |                      |              |              |

| Andata (2ª) | Andata (2ª) | Seconda giornata | Ritorno (9ª) | Ritorno (9ª) |
|             |             |                  |              |              |
|             | -           | -                | -            |              |
| -           | -           | -                |              |              |
| -           | -           | -                |              |              |
|             | Riposa:     |                  |              |              |

| Andata (3ª) | Andata (3ª) | Terza giornata | Ritorno (10ª) | Ritorno (10ª) |
|             |             |                |               |               |
|             | -           | -              | -             |               |
| -           | -           | -              |               |               |
| -           | -           | -              |               |               |
|             | Riposa:     |                |               |               |

| Andata (4ª) | Andata (4ª) | Quarta giornata | Ritorno (11ª) | Ritorno (11ª) |
|             |             |                 |               |               |
|             | -           | -               | -             |               |
| -           | -           | -               |               |               |
| -           | -           | -               |               |               |
|             | Riposa:     |                 |               |               |

| Andata (5ª) | Andata (5ª) | Quinta giornata | Ritorno (12ª) | Ritorno (12ª) |
|             |             |                 |               |               |
|             | -           | -               | -             |               |
| -           | -           | -               |               |               |
| -           | -           | -               |               |               |
|             | Riposa:     |                 |               |               |

| Andata (6ª) | Andata (6ª) | Sesta giornata | Ritorno (13ª) | Ritorno (13ª) |
|             |             |                |               |               |
|             | -           | -              | -             |               |
| -           | -           | -              |               |               |
| -           | -           | -              |               |               |
|             | Riposa:     |                |               |               |

| \| Andata (7ª) \| Andata (7ª) \| Settima giornata \| Ritorno (14ª) \| Ritorno (14ª) \| \| \| \| \| \| \| \| \| - \| - \| - \| \| \| - \| - \| - \| \| \| \| - \| - \| - \| \| \| \| \| Riposa: \| \| \| \| |             |                  |               |               |
| Andata (7ª) | Andata (7ª) | Settima giornata | Ritorno (14ª) | Ritorno (14ª) |
| |             |                  |               |               |
| | -           | -                | -             |               |
| - | -           | -                |               |               |
| - | -           | -                |               |               |
| | Riposa:     |                  |               |               |

## Toscana
- Direttorio Regionale Toscano, Firenze

### Girone A

#### Squadre partecipanti
| Squadra               | Città                      |
| --------------------- | -------------------------- |
| U.S. "Lando Ferretti" | Castelfranco di Sotto (PI) |
| G.S. Littorio         | Firenze                    |
| S.C. Rapid            | Firenze-Peretola           |
| G.S. Rifredi          | Firenze                    |
| C.S. Robur Scandicci  | Scandicci (FI)             |
| U.S. Sangiovannese    | San Giovanni Valdarno (AR) |

#### Classifica finale
|  | Pos. | Squadra         | Pt | G  | V | N | P | GF | GS | DR |
|  | ---- | --------------- | -- | -- | - | - | - | -- | -- | -- |
|  | 1.   | Littorio        | 13 | 10 | . | . | . | .  | .  | .  |
|  | 1.   | Rifredi         | 13 | 10 | . | . | . | .  | .  | .  |
|  | 1.   | Sangiovannese   | 13 | 10 | . | . | . | .  | .  | .  |
|  | 4.   | Lando Ferretti  | 8  | 10 | . | . | . | .  | .  | .  |
|  | 4.   | Rapid           | 8  | 10 | . | . | . | .  | .  | .  |
|  | 6.   | Robur Scandicci | 6  | 10 | . | . | . | .  | .  | .  |

Legenda:
      Ammesso alle finali toscane.
Regolamento:
Due punti a vittoria, uno a pareggio, zero a sconfitta.
In caso di pari punti per le squadre fuori dalla zona promozione e retrocessione era in vigore il pari merito.

#### Risultati

##### Calendario
| Andata (1ª) | Andata (1ª) | Prima giornata         | Ritorno (6ª) | Ritorno (6ª) |
|             |             |                        |              |              |
| 28 ott.     | 6-0         | Rifredi-Lando Ferretti | -            |              |
| 28 ott.     | -           | -                      | -            |              |
| 28 ott.     | -           | -                      | -            |              |

| Andata (2ª) | Andata (2ª) | Seconda giornata | Ritorno (7ª) | Ritorno (7ª) |
|             |             |                  |              |              |
|             | -           | -                | -            |              |
| -           | -           | -                |              |              |
| -           | -           | -                |              |              |

| Andata (3ª) | Andata (3ª) | Terza giornata | Ritorno (8ª) | Ritorno (8ª) |
|             |             |                |              |              |
|             | -           | -              | -            |              |
| -           | -           | -              |              |              |
| -           | -           | -              |              |              |

| Andata (4ª) | Andata (4ª) | Quarta giornata | Ritorno (9ª) | Ritorno (9ª) |
|             |             |                 |              |              |
|             | -           | -               | -            |              |
| -           | -           | -               |              |              |
| -           | -           | -               |              |              |

| \| Andata (5ª) \| Andata (5ª) \| Quinta giornata \| Ritorno (10ª) \| Ritorno (10ª) \| \| \| \| \| \| \| \| \| - \| - \| - \| \| \| - \| - \| - \| \| \| \| - \| - \| - \| \| \| |             |                 |               |               |
| Andata (5ª) | Andata (5ª) | Quinta giornata | Ritorno (10ª) | Ritorno (10ª) |
| |             |                 |               |               |
| | -           | -               | -             |               |
| - | -           | -               |               |               |
| - | -           | -               |               |               |

### Girone B

#### Squadre partecipanti
| Squadra              | Città                 |
| -------------------- | --------------------- |
| U.S. Castiglioncello | Castiglioncello (LI)  |
| S.S. Giuseppe Cei    | Cascina (PI)          |
| U.S. Nuova Italia    | Forte dei Marmi (LU)  |
| U.S. Ponsacco        | Ponsacco (PI)         |
| Dop. Portuale        | Livorno               |
| G.S. Solvay          | Rosignano Solvay (LI) |

#### Classifica finale
|  | Pos. | Squadra         | Pt | G  | V  | N | P | GF | GS | DR |
|  | ---- | --------------- | -- | -- | -- | - | - | -- | -- | -- |
|  | 1.   | Solvay          | 20 | 10 | 10 | 0 | 0 | .  | .  | .  |
|  | 2.   | Portuale        | 13 | 10 | .  | . | . | .  | .  | .  |
|  | 2.   | Nuova Italia    | 13 | 10 | .  | . | . | .  | .  | .  |
|  | 4.   | Ponsacco        | 6  | 10 | .  | . | . | .  | .  | .  |
|  | 4.   | Castiglioncello | 6  | 10 | .  | . | . | .  | .  | .  |
|  | 6.   | Giuseppe Cei    | 2  | 10 | .  | . | . | .  | .  | .  |

Legenda:
      Ammesso alle finali toscane.
Regolamento:
Due punti a vittoria, uno a pareggio, zero a sconfitta.
In caso di pari punti per le squadre fuori dalla zona promozione e retrocessione era in vigore il pari merito.

#### Qualificazione
|                  | Risultati |              | Luogo e data |
| ---------------- | --------- | ------------ | ------------ |
| Portuale Livorno | ? - ?     | Nuova Italia | ?, ? ? 1929  |
|                  |           |              |              |

### Girone finale
|  | Pos. | Squadra  | Pt | G | V | N | P | GF | GS | DR |
|  | ---- | -------- | -- | - | - | - | - | -- | -- | -- |
|  | 1.   | Portuale | 10 | 6 | . | . | . | .  | .  | .  |
|  | 2.   | Solvay   | 7  | 6 | . | . | . | .  | .  | .  |
|  | 3.   | Rifredi  | 6  | 6 | . | . | . | .  | .  | .  |
|  | 4.   | Littorio | 1  | 6 | 0 | 1 | 5 | .  | .  | .  |

Legenda:
      Ammesso alle finali del D.D.I.N. in quanto capoliste dei gironi iniziali.
      Promosso in Seconda Divisione 1929-1930.
Regolamento:
Due punti a vittoria, uno a pareggio, zero a sconfitta.
In caso di pari punti per le squadre fuori dalla zona promozione e retrocessione era in vigore il pari merito.

## Finali del Direttorio Divisioni Inferiori Nord
Come negli anni precedenti, nonostante il regolamento prevedesse la promozione dei vincitori dei gironi finali, gli allargamenti delle categorie superiori comportarono l’annullamento del tutto con l’ascesa offerta a chiunque.
- Gestiti dal Direttorio Divisioni Inferiori Nord di Genova.

### Girone A
|  | Pos. | Squadra                    | Pt | G | V | N | P | GF | GS | DR |
|  | ---- | -------------------------- | -- | - | - | - | - | -- | -- | -- |
|  | 1.   | Val Pellice                | 9  | 6 | . | . | . | .  | .  | .  |
|  | 2.   | Chivassese                 | 7  | 6 | . | . | . | .  | .  | .  |
|  | 3.   | Acciaierie e Ferriere Novi | 4  | 6 | . | . | . | .  | .  | .  |
|  | 3.   | Trecatese                  | 4  | 6 | . | . | . | .  | .  | .  |

Legenda:
      Promosso in Seconda Divisione 1929-1930.
Regolamento:
Due punti a vittoria, uno a pareggio, zero a sconfitta.
In caso di pari punti per le squadre fuori dalla zona promozione e retrocessione era in vigore il pari merito.

### Girone B
|  | Pos. | Squadra      | Pt       | G | V | N | P | GF | GS | DR |
|  | ---- | ------------ | -------- | - | - | - | - | -- | -- | -- |
|  | 1.   | Falco Albino | 5        | 4 | . | . | . | .  | .  | .  |
|  | 2.   | Marelli      | 4        | 4 | . | . | . | .  | .  | .  |
|  | 3.   | Rhodense     | 3        | 4 | . | . | . | .  | .  | .  |
|  | --   | Rovellasca   | Ritirato |   |   |   |   |    |    |    |

Legenda:
      Promosso in Seconda Divisione 1929-1930.
Regolamento:
Due punti a vittoria, uno a pareggio, zero a sconfitta.
In caso di pari punti per le squadre fuori dalla zona promozione e retrocessione era in vigore il pari merito.

### Girone C
|  | Pos. | Squadra           | Pt | G | V | N | P | GF | GS | DR |
|  | ---- | ----------------- | -- | - | - | - | - | -- | -- | -- |
|  | 1.   | Stradellina       | 8  | 4 | 4 | 0 | 0 | .  | .  | .  |
|  | 2.   | Insubria          | 4  | 4 | 2 | 0 | 2 | .  | .  | .  |
|  | 3.   | Bonservizi Tonoli | 0  | 4 | 0 | 0 | 4 | .  | .  | .  |

Legenda:
      Promosso in Seconda Divisione 1929-1930.
 Non iscritto la stagione successiva.
Regolamento:
Due punti a vittoria, uno a pareggio, zero a sconfitta.
In caso di pari punti per le squadre fuori dalla zona promozione e retrocessione era in vigore il pari merito.

### Girone D
|  | Pos. | Squadra             | Pt       | G | V | N | P | GF | GS | DR |
|  | ---- | ------------------- | -------- | - | - | - | - | -- | -- | -- |
|  | 1.   | Audace SME          | 6        | 4 | . | . | . | .  | .  | .  |
|  | 2.   | Gianvittore Mezzomo | 4        | 4 | . | . | . | .  | .  | .  |
|  | 3.   | Badiese             | 2        | 4 | . | . | . | .  | .  | .  |
|  | --   | Adria               | Ritirato |   |   |   |   |    |    |    |

Legenda:
      Promosso in Seconda Divisione 1929-1930.
 Non iscritto la stagione successiva.
Regolamento:
Due punti a vittoria, uno a pareggio, zero a sconfitta.
In caso di pari punti per le squadre fuori dalla zona promozione e retrocessione era in vigore il pari merito.

### Girone E
|  | Pos. | Squadra       | Pt       | G | V | N | P | GF | GS | DR |
|  | ---- | ------------- | -------- | - | - | - | - | -- | -- | -- |
|  | 1.   | Spilamberto   | 4        | 2 | 2 | 0 | 0 | .  | .  | .  |
|  | 2.   | Sant'Agostino | 0        | 2 | 0 | 0 | 2 | .  | .  | .  |
|  | --   | Pro Italia    | Ritirato |   |   |   |   |    |    |    |

Legenda:
      Promosso in Seconda Divisione 1929-1930.
Regolamento:
Due punti a vittoria, uno a pareggio, zero a sconfitta.
In caso di pari punti per le squadre fuori dalla zona promozione e retrocessione era in vigore il pari merito.

### Girone F
|  | Pos. | Squadra               | Pt | G | V | N | P | GF | GS | DR |
|  | ---- | --------------------- | -- | - | - | - | - | -- | -- | -- |
|  | 1.   | Solvay                | 6  | 4 | . | . | . | .  | .  | .  |
|  | 2.   | Don Eugenio Fassicomo | 4  | 4 | . | . | . | .  | .  | .  |
|  | 3.   | Littorio              | 2  | 4 | . | . | . | .  | .  | .  |

Legenda:
      Promosso in Seconda Divisione 1929-1930.
Regolamento:
Due punti a vittoria, uno a pareggio, zero a sconfitta.
In caso di pari punti per le squadre fuori dalla zona promozione e retrocessione era in vigore il pari merito.

## Marche
- Direttorio Regionale Marchigiano, Ancona.

### Squadre partecipanti
| Squadra                    | Città                         |
| -------------------------- | ----------------------------- |
| Ass. Pol. Adriatica        | Porto Recanati (MC)           |
| S.P. Alma Juventus         | Fano (PS)                     |
| S.S. Emilio Bianchi        | Ancona-Torrette               |
| U.S. Jesina                | Jesi (AN)                     |
| S.C. Loreto                | Loreto (AN)                   |
| U.S. Osimana "Muzio Gallo" | Osimo (AN)                    |
| U.S. Portocivitanova       | Porto Civitanova (MC)         |
| U.S. Sambenedettese        | San Benedetto del Tronto (AP) |
| U.S. Tolentino             | Tolentino (MC)                |
| G.S. Vis Pesaro            | Pesaro                        |

### Classifica finale
|  | Pos. | Squadra             | Pt | G  | V  | N | P  | GF | GS | DR  |
|  | ---- | ------------------- | -- | -- | -- | - | -- | -- | -- | --- |
|  | 1.   | Sambenedettese      | 25 | 18 | 11 | 3 | 4  | 43 | 27 | +16 |
|  | 2.   | Fano                | 25 | 18 | 11 | 3 | 4  | 31 | 19 | +12 |
|  | 3.   | Vis Pesaro          | 24 | 18 | 11 | 2 | 5  | 40 | 20 | +20 |
|  | 4.   | Tolentino           | 23 | 18 | 11 | 1 | 6  | 38 | 24 | +14 |
|  | 5.   | Osimana Muzio Gallo | 21 | 18 | 9  | 3 | 6  | 24 | 24 | 0   |
|  | 6.   | Jesina              | 20 | 18 | 9  | 2 | 7  | 31 | 21 | +10 |
|  | 7.   | Emilio Bianchi      | 19 | 18 | 7  | 5 | 6  | 27 | 24 | +3  |
|  | 8.   | Adriatica           | 15 | 18 | 7  | 1 | 10 | 26 | 31 | -5  |
|  | 9.   | Portocivitanova     | 5  | 18 | 2  | 1 | 15 | 11 | 48 | -37 |
|  | 10.  | Loreto              | 3  | 18 | 1  | 1 | 16 | 5  | 35 | -30 |

Legenda:
      Promosso in Seconda Divisione 1929-1930.
 Non iscritto la stagione successiva.
Regolamento:
Due punti a vittoria, uno a pareggio, zero a sconfitta.
In caso di pari punti per le squadre fuori dalla zona promozione e retrocessione era in vigore il pari merito.

#### Spareggio per il titolo
|                | Risultati |      | Luogo e data          |
| -------------- | --------- | ---- | --------------------- |
| Sambenedettese | 2 - 0     | Fano | Ancona, 3 luglio 1929 |
|                |           |      |                       |

### Risultati
| Andata (1ª) | Andata (1ª) | Prima giornata | Ritorno (10ª) | Ritorno (10ª) |
|             |             |                |               |               |
|             | -           | -              | -             |               |
| -           | -           | -              |               |               |
| -           | -           | -              |               |               |
| -           | -           | -              |               |               |
| -           | -           | -              |               |               |

| Andata (2ª) | Andata (2ª) | Seconda giornata | Ritorno (11ª) | Ritorno (11ª) |
|             |             |                  |               |               |
|             | -           | -                | -             |               |
| -           | -           | -                |               |               |
| -           | -           | -                |               |               |
| -           | -           | -                |               |               |
| -           | -           | -                |               |               |

| Andata (3ª) | Andata (3ª) | Terza giornata | Ritorno (12ª) | Ritorno (12ª) |
|             |             |                |               |               |
|             | -           | -              | -             |               |
| -           | -           | -              |               |               |
| -           | -           | -              |               |               |
| -           | -           | -              |               |               |
| -           | -           | -              |               |               |

| Andata (4ª) | Andata (4ª) | Quarta giornata | Ritorno (13ª) | Ritorno (13ª) |
|             |             |                 |               |               |
|             | -           | -               | -             |               |
| -           | -           | -               |               |               |
| -           | -           | -               |               |               |
| -           | -           | -               |               |               |
| -           | -           | -               |               |               |

| Andata (5ª) | Andata (5ª) | Quinta giornata | Ritorno (14ª) | Ritorno (14ª) |
|             |             |                 |               |               |
|             | -           | -               | -             |               |
| -           | -           | -               |               |               |
| -           | -           | -               |               |               |
| -           | -           | -               |               |               |
| -           | -           | -               |               |               |

| Andata (6ª) | Andata (6ª) | Sesta giornata | Ritorno (15ª) | Ritorno (15ª) |
|             |             |                |               |               |
|             | -           | -              | -             |               |
| -           | -           | -              |               |               |
| -           | -           | -              |               |               |
| -           | -           | -              |               |               |
| -           | -           | -              |               |               |

| Andata (7ª) | Andata (7ª) | Settima giornata | Ritorno (16ª) | Ritorno (16ª) |
|             |             |                  |               |               |
|             | -           | -                | -             |               |
| -           | -           | -                |               |               |
| -           | -           | -                |               |               |
| -           | -           | -                |               |               |
| -           | -           | -                |               |               |

| Andata (8ª) | Andata (8ª) | Ottava giornata | Ritorno (17ª) | Ritorno (17ª) |
|             |             |                 |               |               |
|             | -           | -               | -             |               |
| -           | -           | -               |               |               |
| -           | -           | -               |               |               |
| -           | -           | -               |               |               |
| -           | -           | -               |               |               |

| \| Andata (9ª) \| Andata (9ª) \| Nona giornata \| Ritorno (18ª) \| Ritorno (18ª) \| \| \| \| \| \| \| \| \| - \| - \| - \| \| \| - \| - \| - \| \| \| \| - \| - \| - \| \| \| \| - \| - \| - \| \| \| \| - \| - \| - \| \| \| |             |               |               |               |
| Andata (9ª) | Andata (9ª) | Nona giornata | Ritorno (18ª) | Ritorno (18ª) |
| |             |               |               |               |
| | -           | -             | -             |               |
| - | -           | -             |               |               |
| - | -           | -             |               |               |
| - | -           | -             |               |               |
| - | -           | -             |               |               |

## Lazio
- Direttorio Regionale Laziale, Roma.

### Girone A

#### Squadre partecipanti
| Squadra                  | Città              |
| ------------------------ | ------------------ |
| S.S. Cesarea             | Roma               |
| S.S. Forza e Coraggio    | Roma               |
| S.S. Francesco Di Biagio | Terracina (RM)     |
| A.S. Laziale             | Roma               |
| S.S. Monte Sacro         | Roma               |
| A.S. Ostia               | Roma-Ostia         |
| S.G.S. Spes              | Roma               |
| S.S. Vivace              | Grottaferrata (RM) |

#### Classifica finale
|  | Pos. | Squadra             | Pt | G | V | N | P | GF | GS | DR |
|  | ---- | ------------------- | -- | - | - | - | - | -- | -- | -- |
|  | 1.   | Laziale             | 32 | . | . | . | . | .  | .  | .  |
|  | 2.   | Vivace              | 18 | . | . | . | . | .  | .  | .  |
|  | 3.   | Cesarea             | 17 | . | . | . | . | .  | .  | .  |
|  | 4.   | Francesco Di Biagio | 15 | . | . | . | . | .  | .  | .  |
|  | 5.   | Monte Sacro         | 14 | . | . | . | . | .  | .  | .  |
|  | 6.   | Forza e Coraggio    | 11 | . | . | . | . | .  | .  | .  |
|  | 7.   | Spes                | 10 | . | . | . | . | .  | .  | .  |
|  | 8.   | Ostia               | 0  | . | . | . | . | .  | .  | .  |

Legenda:
      Ammesso al girone finale laziale.
 Non iscritto la stagione successiva.
Regolamento:
Due punti a vittoria, uno a pareggio, zero a sconfitta.
In caso di pari punti per le squadre fuori dalla zona promozione e retrocessione era in vigore il pari merito.

### Girone B

#### Squadre partecipanti
| Squadra                        | Città         |
| ------------------------------ | ------------- |
| G.S. 119ª Legione Camicie Nere | Frosinone     |
| S.S. Appio                     | Roma          |
| A.S. Frascati                  | Frascati (RM) |
| S.S. Leonina                   | Roma          |
| S.S. Littorio                  | Roma          |
| S.S. Magliana                  | Roma          |
| S.S. Monti G.V. Mezzomo        | Roma          |
| S.S. Trasimeno                 | Roma          |

#### Classifica finale
|  | Pos. | Squadra                   | Pt | G | V | N | P | GF | GS | DR |
|  | ---- | ------------------------- | -- | - | - | - | - | -- | -- | -- |
|  | 1.   | Littorio                  | 21 | . | . | . | . | .  | .  | .  |
|  | 2.   | Frascati                  | 20 | . | . | . | . | .  | .  | .  |
|  | 3.   | Leonina                   | 17 | . | . | . | . | .  | .  | .  |
|  | 3.   | Monti G.V. Mezzomo        | 17 | . | . | . | . | .  | .  | .  |
|  | 5.   | Trasimeno                 | 14 | . | . | . | . | .  | .  | .  |
|  | 6.   | 119ª Legione Camicie Nere | 13 | . | . | . | . | .  | .  | .  |
|  | 7.   | Magliana                  | 8  | . | . | . | . | .  | .  | .  |
|  | 8.   | Appio                     | 0  | . | . | . | . | .  | .  | .  |

Legenda:
      Ammesso al girone finale laziale.
 Non iscritto la stagione successiva.
Regolamento:
Due punti a vittoria, uno a pareggio, zero a sconfitta.
In caso di pari punti per le squadre fuori dalla zona promozione e retrocessione era in vigore il pari merito.

### Girone finale
|  | Pos. | Squadra  | Pt | G | V | N | P | GF | GS | DR |
|  | ---- | -------- | -- | - | - | - | - | -- | -- | -- |
|  | 1.   | Littorio | 3  | . | . | . | . | .  | .  | .  |
|  | 2.   | Frascati | 2  | . | . | . | . | .  | .  | .  |
|  | 3.   | Vivace   | 1  | . | . | . | . | .  | .  | .  |
|  | 4.   | Laziale  | 0  | . | . | . | . | .  | .  | .  |

Legenda:
 Non iscritto la stagione successiva.
Regolamento:
Due punti a vittoria, uno a pareggio, zero a sconfitta.
In caso di pari punti per le squadre fuori dalla zona promozione e retrocessione era in vigore il pari merito.

## Campania
- Direttorio Regionale Campano, Napoli.

### Squadre partecipanti
| Squadra                      | Città                          |
| ---------------------------- | ------------------------------ |
| U.S.F. Bagnolese             | Napoli-Bagnoli                 |
| F.S. Caivanese               | Caivano (NA)                   |
| U.S. Calciatori Napoletani   | Napoli                         |
| G. S. Cotoniere Angri        | Angri (SA)                     |
| U.S. Gladiator               | Santa Maria Capua Vetere (NA)  |
| S.S. Juventus Arpino         | Napoli-Poggioreale             |
| U.S. Paganese                | Pagani (SA)                    |
| U.S. Palmese                 | Palma Campania (NA)            |
| U.S. Pontecagnano            | Pontecagnano (SA)              |
| G.S. Pro Caserta             | Caserta (NA)                   |
| U.S.F. Sangiovannese Vesuvio | Napoli-San Giovanni a Teduccio |

### Classifica finale
|  | Pos. | Squadra               | Pt | G | V | N | P | GF | GS | DR |
|  | ---- | --------------------- | -- | - | - | - | - | -- | -- | -- |
|  | 1.   | Cotoniere Angri       | 27 | . | . | . | . | .  | .  | .  |
|  | 2.   | Gladiator             | 21 | . | . | . | . | .  | .  | .  |
|  | 3.   | Bagnolese             | 17 | . | . | . | . | .  | .  | .  |
|  | 3.   | Paganese              | 17 | . | . | . | . | .  | .  | .  |
|  | 5.   | Palmese               | 16 | . | . | . | . | .  | .  | .  |
|  | 6.   | Pontecagnano          | 15 | . | . | . | . | .  | .  | .  |
|  | 7.   | Juventus Arpino       | 11 | . | . | . | . | .  | .  | .  |
|  | 8.   | Calciatori Napoletani | 9  | . | . | . | . | .  | .  | .  |
|  | 8.   | Pro Caserta           | 9  | . | . | . | . | .  | .  | .  |
|  | 10.  | Sangiovannese Vesuvio | 0  | . | . | . | . | .  | .  | .  |
|  | 10.  | Caivanese             | 0  | . | . | . | . | .  | .  | .  |

Legenda:
      Promosso in Seconda Divisione 1929-1930.
 Non iscritto la stagione successiva.
Regolamento:
Due punti a vittoria, uno a pareggio, zero a sconfitta.
In caso di pari punti per le squadre fuori dalla zona promozione e retrocessione era in vigore il pari merito.

## Puglia
- Direttorio Regionale Pugliese, Bari.

### Girone A

#### Squadre partecipanti
| Squadra                  | Città                 |
| ------------------------ | --------------------- |
| U.S.F. Barletta          | Barletta (BA)         |
| G.S.F. Bitonto           | Bitonto (BA)          |
| U.S. Canusium            | Canosa di Puglia (BA) |
| U.S. Francesco De Pinedo | Andria (BA)           |
| U.S. Tranese             | Trani (BA)            |

#### Classifica finale
|  | Pos. | Squadra   | Pt | G | V | N | P | GF | GS | DR |
|  | ---- | --------- | -- | - | - | - | - | -- | -- | -- |
|  | 1.   | Tranese   | 13 | . | . | . | . | .  | .  | .  |
|  | 1.   | Bitonto   | 13 | . | . | . | . | .  | .  | .  |
|  | 3.   | Canusium  | 5  | . | . | . | . | .  | .  | .  |
|  | 4.   | Barletta  | 4  | . | . | . | . | .  | .  | .  |
|  | 5.   | De Pinedo | 3  | . | . | . | . | .  | .  | .  |

Legenda:
      Ammesso al girone finale pugliese.
      Promosso in Seconda Divisione 1929-30.
 Non iscritto la stagione successiva.
Regolamento:
Due punti a vittoria, uno a pareggio, zero a sconfitta.
In caso di pari punti per le squadre fuori dalla zona promozione e retrocessione era in vigore il pari merito.

#### Qualificazione
|         | Risultati |         | Luogo e data             |
| ------- | --------- | ------- | ------------------------ |
| Tranese | 6 - 0     | Bitonto | Molfetta, 26 maggio 1929 |
|         |           |         |                          |

#### Risultati
| Andata (1ª) | Andata (1ª)     | Prima giornata     | Ritorno (6ª) | Ritorno (6ª) |
|             |                 |                    |              |              |
| 3 mar.      | 2-3             | Barletta-Trani     | 0-6          | 21 apr.      |
| 3 mar.      | 0-0             | De Pinedo-Canusium | 2-3          | 21 apr.      |
| 3 mar.      | Riposa: Bitonto |                    |              | 21 apr.      |

| Andata (2ª) | Andata (2ª)      | Seconda giornata | Ritorno (7ª) | Ritorno (7ª) |
|             |                  |                  |              |              |
| 10 mar.     | 0-2              | Trani-De Pinedo  | 2-1          | 28 apr.      |
| 10 mar.     | 2-5              | Canusium-Bitonto | 0-3          | 28 apr.      |
| 10 mar.     | Riposa: Barletta |                  |              | 28 apr.      |

| Andata (3ª) | Andata (3ª)      | Terza giornata     | Ritorno (8ª) | Ritorno (8ª) |
|             |                  |                    |              |              |
| 17 mar.     | 1-2              | Bitonto-Trani      | 1-1          | 9 mag.       |
| 17 mar.     | 2-0              | Barletta-De Pinedo | 0-2          | 9 mag.       |
| 17 mar.     | Riposa: Canusium |                    |              | 9 mag.       |

| Andata (4ª) | Andata (4ª)       | Quarta giornata  | Ritorno (9ª) | Ritorno (9ª) |
|             |                   |                  |              |              |
| 31 mar.     | 1-0               | Trani-Canusium   | 6-1          |              |
| 31 mar.     | 2-1               | Bitonto-Barletta | 2-0          |              |
| 31 mar.     | Riposa: De Pinedo |                  |              |              |

| \| Andata (5ª) \| Andata (5ª) \| Quinta giornata \| Ritorno (10ª) \| Ritorno (10ª) \| \| \| \| \| \| \| \| 7 apr. \| 2-2 \| Canusium-Barletta \| 1-1 \| \| \| 7 apr. \| 0-2 \| De Pinedo-Bitonto \| 0-1 \| \| \| 7 apr. \| Riposa: Trani \| \| \| \| |               |                   |               |               |
| Andata (5ª) | Andata (5ª)   | Quinta giornata   | Ritorno (10ª) | Ritorno (10ª) |
| |               |                   |               |               |
| 7 apr. | 2-2           | Canusium-Barletta | 1-1           |               |
| 7 apr. | 0-2           | De Pinedo-Bitonto | 0-1           |               |
| 7 apr. | Riposa: Trani |                   |               |               |

### Girone B

#### Squadre partecipanti
| Squadra                    | Città              |
| -------------------------- | ------------------ |
| S.C. Alfio Lepore          | Lucera (FG)        |
| F.C. Daunia                | Foggia             |
| U.Pol. Juventus Nova       | Foggia             |
| U.Pol. Nuova Torremaggiore | Torremaggiore (FG) |
| U.S. Robur                 | Orta Nova (FG)     |

#### Classifica finale
|  | Pos. | Squadra             | Pt | G | V | N | P | GF | GS | DR |
|  | ---- | ------------------- | -- | - | - | - | - | -- | -- | -- |
|  | 1.   | Daunia              | 13 | . | . | . | . | .  | .  | .  |
|  | 2.   | Juventus Nova       | 12 | . | . | . | . | .  | .  | .  |
|  | 3.   | Nuova Torremaggiore | 9  | . | . | . | . | .  | .  | .  |
|  | 4.   | Robur               | 4  | . | . | . | . | .  | .  | .  |
|  | 5.   | Alfio Lepore        | 2  | . | . | . | . | .  | .  | .  |

Legenda:
      Ammesso al girone finale pugliese.
 Non iscritto la stagione successiva.
Regolamento:
Due punti a vittoria, uno a pareggio, zero a sconfitta.
In caso di pari punti per le squadre fuori dalla zona promozione e retrocessione era in vigore il pari merito.

### Girone C

#### Squadre partecipanti
| Squadra          | Città          |
| ---------------- | -------------- |
| U.S. Casarano    | Casarano (LE)  |
| G.S.F. Gallipoli | Gallipoli (LE) |
| U.S. Melissano   | Melissano (LE) |
| U.S. Neretina    | Nardò (LE)     |
| U.S. Pro Italia  | Galatina (LE)  |
| U.S. Squinzano   | Squinzano (LE) |
| U.S. Ugento      | Ugento (LE)    |

#### Classifica finale
|  | Pos. | Squadra             | Pt | G | V | N | P | GF | GS | DR |
|  | ---- | ------------------- | -- | - | - | - | - | -- | -- | -- |
|  | 1.   | Pro Italia Galatina | 19 | . | . | . | . | .  | .  | .  |
|  | 2.   | Ugento              | 16 | . | . | . | . | .  | .  | .  |
|  | 3.   | Squinzano           | 12 | . | . | . | . | .  | .  | .  |
|  | 3.   | Neritina            | 12 | . | . | . | . | .  | .  | .  |
|  | 5.   | Melissano           | 9  | . | . | . | . | .  | .  | .  |
|  | 6.   | Casarano            | 8  | . | . | . | . | .  | .  | .  |
|  | 6.   | GSF Gallipoli       | 8  | . | . | . | . | .  | .  | .  |

Legenda:
      Ammesso al girone finale pugliese.
 Non iscritto la stagione successiva.
Regolamento:
Due punti a vittoria, uno a pareggio, zero a sconfitta.
In caso di pari punti per le squadre fuori dalla zona promozione e retrocessione era in vigore il pari merito.

### Girone D

#### Squadre partecipanti
| Squadra         | Città    |
| --------------- | -------- |
| A.S. Brindisina | Brindisi |
| U.S. Giovinezza | Taranto  |

#### Classifica finale
|  | Pos. | Squadra            | Pt | G | V | N | P | GF | GS | DR |
|  | ---- | ------------------ | -- | - | - | - | - | -- | -- | -- |
|  | 1.   | Brindisi           | 3  | 2 | 1 | 1 | 0 | .  | .  | .  |
|  | 2.   | Giovinezza Taranto | 1  | 2 | 0 | 1 | 1 | .  | .  | .  |

Legenda:
      Ammesso al girone finale pugliese.
Regolamento:
Due punti a vittoria, uno a pareggio, zero a sconfitta.
In caso di pari punti per le squadre fuori dalla zona promozione e retrocessione era in vigore il pari merito.

### Girone finale
|  | Pos. | Squadra             | Pt | G | V | N | P | GF | GS | DR |
|  | ---- | ------------------- | -- | - | - | - | - | -- | -- | -- |
|  | 1.   | Pro Italia Galatina | 12 | . | . | . | . | .  | .  | .  |
|  | 2.   | Brindisi            | 4  | . | . | . | . | .  | .  | .  |
|  | 2.   | Tranese             | 4  | . | . | . | . | .  | .  | .  |
|  | --   | Daunia              | .  | . | . | . | . | .  | .  | .  |

Legenda:
      Promosso in Seconda Divisione 1929-1930.
 Non iscritto la stagione successiva.
Regolamento:
Due punti a vittoria, uno a pareggio, zero a sconfitta.
In caso di pari punti per le squadre fuori dalla zona promozione e retrocessione era in vigore il pari merito.

## Calabria
- Commissariato per la Basilicata e la Calabria, Cosenza.

### Girone cosentino

#### Squadre partecipanti
| Squadra               | Città      |
| --------------------- | ---------- |
| Cosenza Sport Club    | Cosenza    |
| A.S. Fascista Cosenza | Cosenza    |
| U.S. Paolana          | Paola (CS) |

#### Classifica finale
|  | Pos. | Squadra          | Pt | G | V | N | P | GF | GS | DR |
|  | ---- | ---------------- | -- | - | - | - | - | -- | -- | -- |
|  | 1.   | Fascista Cosenza | .  | . | . | . | . | .  | .  | .  |
|  | 2.   | Cosenza S.C.     | .  | . | . | . | . | .  | .  | .  |
|  | 3.   | Paolana          | .  | . | . | . | . | .  | .  | .  |

Legenda:
      Promosso in Seconda Divisione 1929-1930.
 Non iscritto la stagione successiva.
Regolamento:
Due punti a vittoria, uno a pareggio, zero a sconfitta.
In caso di pari punti per le squadre fuori dalla zona promozione e retrocessione era in vigore il pari merito.

### Girone catanzarese

#### Squadre partecipanti
| Squadra             | Città         |
| ------------------- | ------------- |
| S.S. Audace         | Catanzaro     |
| U.S.F. Catanzarese  | Catanzaro     |
| U.S. Vigor Nicastro | Nicastro (CZ) |

#### Classifica finale
|  | Pos. | Squadra        | Pt | G | V | N | P | GF | GS | DR |
|  | ---- | -------------- | -- | - | - | - | - | -- | -- | -- |
|  | 1.   | Vigor Nicastro | .  | . | . | . | . | .  | .  | .  |
|  | 2.   | Audace         | .  | . | . | . | . | .  | .  | .  |
|  | 3.   | Catanzarese    | .  | . | . | . | . | .  | .  | .  |

Legenda:
 Non iscritto la stagione successiva.
Regolamento:
Due punti a vittoria, uno a pareggio, zero a sconfitta.
In caso di pari punti per le squadre fuori dalla zona promozione e retrocessione era in vigore il pari merito.

### Girone reggino

#### Squadre partecipanti
| Squadra                | Città            |
| ---------------------- | ---------------- |
| C.S. Fortitudo Locrese | Locri (RC)       |
| U.S. Gioiese           | Gioia Tauro (RC) |

#### Classifica finale
|  | Pos. | Squadra           | Pt | G | V | N | P | GF | GS | DR |
|  | ---- | ----------------- | -- | - | - | - | - | -- | -- | -- |
|  | 1.   | Gioiese           | .  | . | . | . | . | .  | .  | .  |
|  | 2.   | Fortitudo Locrese | .  | . | . | . | . | .  | .  | .  |

Legenda:
 Non iscritto la stagione successiva.
Regolamento:
Due punti a vittoria, uno a pareggio, zero a sconfitta.
In caso di pari punti per le squadre fuori dalla zona promozione e retrocessione era in vigore il pari merito.

## Sardegna
- Direttorio Regionale Sardo, Cagliari.

### Squadre partecipanti
| Squadra                           | Città             |
| --------------------------------- | ----------------- |
| G.S. Avanguardia Giovane Fascista | Cagliari          |
| S.S. Ilva                         | La Maddalena (SS) |
| G.S. Monteponi Iglesias           | Iglesias (CA)     |

### Classifica finale
|  | Pos. | Squadra            | Pt | G | V | N | P | GF | GS | DR |
|  | ---- | ------------------ | -- | - | - | - | - | -- | -- | -- |
|  | 1.   | Monteponi Iglesias | 4  | . | . | . | . | .  | .  | .  |
|  | 2.   | Avanguardia        | 3  | . | . | . | . | .  | .  | .  |
|  | 3.   | Ilvamaddalena      | 1  | . | . | . | . | .  | .  | .  |

Legenda:
      Promosso in Seconda Divisione 1929-1930.
Regolamento:
Due punti a vittoria, uno a pareggio, zero a sconfitta.
In caso di pari punti per le squadre fuori dalla zona promozione e retrocessione era in vigore il pari merito.

## Cirenaica

### Squadre partecipanti
| Squadra                        | Città   |
| ------------------------------ | ------- |
| 3° Cacciatori                  | Bengasi |
| Avanguardia Giovanile Fascista | Bengasi |
| Autogruppo                     | Bengasi |
| S.S. Colonia                   | Bengasi |
| Commissariato                  | Bengasi |
| Genio                          | Bengasi |

### Classifica finale
|  | Pos. | Squadra                   | Pt | G  | V  | N | P  | GF | GS | DR |
|  | ---- | ------------------------- | -- | -- | -- | - | -- | -- | -- | -- |
|  | 1.   | Genio                     | 20 | 10 | 10 | 0 | 0  | .  | .  | .  |
|  | 2.   | 3° Cacciatori             | 16 | 10 | .  | . | .  | .  | .  | .  |
|  | 3.   | Commissariato             | 12 | 10 | .  | . | .  | .  | .  | .  |
|  | 4.   | Colonia                   | 7  | 10 | .  | . | .  | .  | .  | .  |
|  | 5.   | Autogruppo                | 5  | 10 | .  | . | .  | .  | .  | .  |
|  | 6.   | Avanguardia Giov.Fascista | 0  | 10 | 0  | 0 | 10 | .  | .  | .  |

Legenda:
Regolamento:
Due punti a vittoria, uno a pareggio, zero a sconfitta.
In caso di pari punti per le squadre fuori dalla zona promozione e retrocessione era in vigore il pari merito.

### Giornali
- Il Littoriale, quotidiano sportivo consultabile presso l'Emeroteca del CONI e la Biblioteca Nazionale Centrale di Firenze.
- Gazzetta dello Sport, anni  1928 e 1929, consultabile presso le Biblioteche:
  - Biblioteca Civica di Torino;
  - Biblioteca Nazionale Braidense di Milano,
  - Biblioteca Civica Berio di Genova,
  - Biblioteca Nazionale Centrale di Firenze,
  - Biblioteca Nazionale Centrale di Roma.
- Gazzetta di Venezia, anni  1928 e 1929,  consultabile online su Biblioteca nazionale centrale di Roma.

### Libri
- Luigi Saverio Bertazzoni (a cura di), Annuario italiano del giuoco del calcio, volume II 1928-29 (1929), Modena, F.I.G.C. - Bologna,  p. 272, Il libro è consultabile presso l'Emeroteca del CONI di Roma, la Biblioteca Universitaria Estense di Modena e la Biblioteca Nazionale Centrale di Firenze.
- Carlo Fontanelli, Annogol 1928-29, Empoli (FI), Geo Edizioni S.r.l..